# On Your Mark
On Your Mark (オン・ユア・マーク, On Yua Māku) est un clip musical d'animation créé par le Studio Ghibli pour la chanson du même nom du duo de rock japonais Chage and Aska. La chanson est sortie en 1994 avec le single Heart. En 1995, Hayao Miyazaki écrit et réalise le court-métrage pour la chanson en tant que projet secondaire après avoir souffert du syndrome de la page blanche avec Princesse Mononoké. Le clip n'est pas linéaire, offrant de multiples répétitions et des scènes alternatives pour décrire les événements. Il comporte plusieurs effets sonores rajoutés à la piste audio, mais ne contient aucun dialogue. Miyazaki a volontairement mal interprété les paroles pour présenter sa vision d'un monde où la surface devient inhospitalière et où les humains vivent dans une ville souterraine. Il a rendu le clip cryptique pour encourager les spectateurs à l'interpréter librement.
Le clip suit deux policiers qui font une descente et massacrent une secte religieuse et trouvent un être angélique, avant de se faire enlever et confiner dans un laboratoire sécurisé. Hantés par le sort de l'« ange », les deux hommes élaborent un plan et s'introduisent dans le laboratoire. S'enfuyant à bord d'un camion blindé, les trois protagonistes tombent dans un gouffre après avoir tenté de dépasser un avion de police sur une route étroite et suspendue. Après un montage des scènes précédentes, le camion blindé fonce soudainement sur un complexe d'appartements, permettant leur fuite. Ils s'échappent à la surface, ignorant les radiations et les signes de danger, et émergent près d'un réacteur nucléaire encastré. Les deux hommes libèrent l'« ange », qui s'envole dans le ciel.
Le clip est bien accueilli et loué pour son animation et son souci du détail. Il est diffusé pour la première fois en tant que court-métrage avant le film Si tu tends l'oreille du Studio Ghibli et est depuis sorti sur Laserdisc et DVD dans le cadre de la compilation All Things Ghibli Special Short Short.

## Synopsis
Le clip commence par des images d'un village abandonné, envahi par les mauvaises herbes, avec en arrière-plan le sarcophage en béton d'un réacteur nucléaire recouvert. Lorsque la musique commence, la scène passe à un raid nocturne de la police militaire de style science-fiction contre une secte. Des transports de troupes volants futuristes s'écrasent sur les fenêtres d'une tour surmontée de gigantesques yeux éclairés au néon et occupée par des défenseurs armés. Les policiers échangent des coups de feu et des grenades avec des sectaires dont la capuche représente un œil énorme. Alors que les policiers victorieux commencent à trier les corps des cultistes, deux d'entre eux trouvent ce qui semble être une fille, inconsciente, avec de grandes ailes de plumes dans le dos.
La scène change à nouveau, avec la lumière du jour et un ciel bleu. Deux hommes conduisent une vieille Alfa Romeo Giulietta Spider passo corto sur une route déserte. L'un des hommes aide la jeune fille à se relever, elle déploie ses ailes et il lui tient les mains tandis qu'elle prend confiance. D'un coup de pouce, elle s'envole, mais elle semble hésiter et avoir peur lorsqu'il la lâche.
La scène revient à la découverte de la jeune fille dans la tour, et l'identité des deux policiers se révèle être la même que dans la séquence précédente. Ils la sortent avec précaution et lui offrent quelque chose à boire. Une équipe de scientifiques portant des combinaisons anti-radiations arrive et emmène rapidement la jeune fille.
Les deux hommes sont hantés par le sort de la jeune fille et élaborent un plan pour la sauver. Ils s'introduisent dans le laboratoire et la libèrent de sa séquestration, mais les alarmes du laboratoire se déclenchent. Les deux hommes s'échappent, embarquant la jeune fille avec eux dans un camion blindé et empruntent une étroite route suspendue au-dessus d'une ville en forme de dôme construite dans un cratère. Des aéroglisseurs de la police sont à leur poursuite, et l'un d'entre eux descend très bas sur la chaussée pour bloquer le camion des fugitifs. La chaussée s'effondre lorsque les protagonistes tentent de forcer le passage, envoyant le camion en chute libre. La jeune fille ailée refuse de lâcher les mains de ses sauveurs, et tous trois tombent dans l'abîme.
Un bref montage des plans précédents suit : la découverte de la jeune fille, la jeune fille volant dans un ciel bleu, les deux hommes sauvant la jeune fille du laboratoire et volant le camion, le camion tombant au milieu des débris de la chaussée. Mais cette fois, le camion déclenche des propulseurs de stabilisation et s'écrase sur le côté d'un immeuble d'habitation. Après s'être échappés, les trois hommes traversent un tunnel sombre à bord d'une vieille Alfa Romeo Giulietta Spider passo corto, sous des panneaux portant des symboles de radiation et indiquant en kanji « Attention à la lumière du soleil » et « Survie non garantie ». Lorsqu'ils émergent à la lumière du jour, ils passent devant des tours de refroidissement nucléaires et un panneau indiquant « Danger extrême » et continuent leur route.
L'un des hommes aide la jeune fille à se relever, elle déploie ses ailes et leur adresse un sourire reconnaissant ; il lui embrasse la main et l'autre lui fait un clin d'œil en guise d'adieu. Bientôt, elle s'envole dans le ciel. On aperçoit brièvement un grand paysage urbain au-delà des arbres. La voiture quitte la route et s'arrête dans l'herbe.

## Production
La production du clip commence car Miyazaki, qui souffre du syndrome de la page blanche pour Princesse Mononoké, sent qu'il a besoin d'un autre projet pour se distraire. Il écrit et réalise le clip de On Your Mark, bien que la chanson soit déjà sortie en 1994 avec le single Heart. Malgré la popularité de l'œuvre, le producteur Toshio Suzuki affirme que le Studio Ghibli n'est pas entièrement concentré sur la réalisation du clip.
Lors de la production du clip, Miyazaki expérimente l'utilisation de l'animation par ordinateur pour compléter l'animation cellulaire traditionnelle dessinée à la main. À l'époque, le Studio Ghibli ne possède pas son propre département informatique, si bien que le travail est confié à CG Production Company Links, sous la supervision de Hideki Nakano, Silicon Graphics, Softimage 3D et Alias Research. Les techniques apprises lors de l'expérimentation pour On Your Mark sont adoptées plus tard pour la création de Princesse Mononoké. Le directeur de l'animation est Masashi Andō, tandis que la sélection des couleurs est assurée par Michiyo Yasuda, un collaborateur de longue date de Miyazaki. Les arrière-plans sont créés par Kazuo Oga et Yōji Takeshige fait ses débuts en tant que directeur artistique. Il n'y a pas de dialogue dans le clip et les deux policiers sont librement inspirés de Chage and Aska.